# Sigrid Hjertén
Sigrid Hjertén (født 27. oktober 1885 i Sundsvall ; død 24. marts 1948 i Stockholm) var en svensk modernistisk maler. Hun betragtes som en vigtig person i svensk modernisme.
Hjertén blev uddannet tegnelærer i 1908. Hun arbejdede en periode med tekstiler, men valgte 1910 at fortsætte som maler og tog til Paris, hvor Henri Matisse drev en malerskole med mange skandinaver. Hun mødte dér Isaac Grünewald som hun giftede sig med 1911. De fik samme år sønnen Iván, som figurerer på mange af hendes billeder.
To svenske kunstnergrupper havde i 1900-tallets begyndelse betydning for udviklingen af maleriet i Sverige "De unga" (1907-11) og efterfølgeren "De åtta". Hun havde kontakt med disse kunstnere.
Hjertén var i perioder meget produktiv og deltog i mange udstillinger.
Hun arbejdede som kunstner i 30 år før hun 1948 døde af komplikationer efter lobotomi mod skizofreni.
| - Sigrid Hjertén og familie - Selvportræt, 1912 - Selvportræt, 1914 - Hjertén af ægtemanden Grünewald. Nationalmuseum, Stockholm - Maleri af Grünewald - Tegning af Grünewald |

| - Familien - Familien musicerer: Hjertén, Grünewald og sønnen Iván - Foto, ukendt dato |

| - Ægtemanden Isaac Grünewald og sønnen Iván - Ægtemanden Isaac Grünewald, 1911 - Grünewald, 1918 - Sønnen Iván som baby, 1913 (sv) - En sovende Iván, 1915 - Iván i blå sømandsskjorte, 1923 - Ivàn med kokkehue |

| - Andre motiver - Brunetten og blondinen, 1912 - Atelierinteriør, 1916 (sv). Tilhører Moderna Museet - Figurer på badestrand, 1917, Göteborgs konstmuseum - Det røde rullegardin, 1916 (sv) - Dreng med legetøjsbåd, 1916. - Sigøjnerkvinde, 1916. - 'Slussen', 1919. Trafikalt knudepunkt i Stockholm. Nationalmuseum (sv) - Barn i stol (sønnen Iván?) - Den røde træhest |